# Curugluhur
Curugluhur is een bestuurslaag in het regentschap Sukabumi van de provincie West-Java, Indonesië. Curugluhur telt 7164 inwoners (volkstelling 2010).